# لیپشچانه
لیپشچانه (به لاتین: Lipszczany) یک روستا در لهستان است که در گمینا لیپسک واقع شده‌است.